# Anticiclone groenlandese
L'anticiclone groenlandese è una struttura di alta pressione termica che tende a formarsi sulla Groenlandia, soprattutto nei mesi freddi.

## Descrizione

### Genesi
Si tratta di un anticiclone termico che si viene cioè a creare, soprattutto nel semestre freddo, per le rigidissime temperature che si registrano al suolo, dovute alla vasta estensione degli altopiani ghiacciati che caratterizzano il territorio della Groenlandia.
I valori di pressione che si registrano al livello del mare possono superare anche i 1060 hPa, ma si tratta comunque di un'area di alta pressione relativa al suolo, per le caratteristiche di natura termica che ne determinano la formazione.
Generalmente, pur in presenza della figura dell'anticiclone groenlandese, l'analisi delle altezze geopotenziali a 850 hPa e a 500 hPa dimostra che la circolazione delle masse d'aria in quota non viene minimamente influenzata da questa struttura anticiclonica, lasciando pertanto intatta la capacità di azione del vortice polare e di eventuali strutture cicloniche che vengono a formarsi a nord o a nord-est del Canada: ciò rispecchia il comportamento di tutte le altre strutture di alta pressione termica, tra le quali l'anticiclone russo-siberiano.

### Fusione con l'anticiclone delle Azzorre
L'anticiclone groenlandese si distingue da altri anticicloni per una sua maggiore tendenza a stazionare nella sua area d'origine, stazionarietà data soprattutto dal fatto che la Groenlandia è circondata dal mare, che pur essendo molto freddo, difficilmente è secco e gelido al punto da veicolare la struttura barica verso altri territori; tuttavia, questo anticiclone può comunque assumere temporaneamente le caratteristiche di anticiclone dinamico (in grado di influenzare la circolazione delle masse d'aria in quota), soltanto se raggiunto dall'espansione settentrionale dell'anticiclone delle Azzorre, nel caso in cui la sua disposizione in senso meridiano riesca a raggiungere e a fondersi con l'anticiclone groenlandese preesistente al suolo.
L'eventuale fusione delle due diverse strutture anticicloniche, può determinare un afflusso di aria artica marittima e continentale verso l'intero continente europeo (Italia compresa), con conseguente innesco di un'ondata di gelo con repentino abbassamento delle temperature e con possibilità di precipitazioni nevose anche a quote bassissime e pianeggianti. Va ricordato che questo anticiclone differisce, per quanto riguarda l'influsso sull'Europa occidentale, dallo strutturalmente simile anticiclone russo-siberiano; infatti, se quest'ultimo comporta sia semplici afflussi di aria fredda dai quadranti orientali, sia incursioni vere e proprie dell'anticiclone ad ovest, l'Anticiclone groenlandese non raggiunge mai appieno l'Europa continentale, fornendo solo degli impulsi freddi strutturalmente "sganciati" dall'alta pressione vera e propria.